# パディ・オブライアン
パディ・オブライアン（Paddy O'Brian、1986年3月25日 －）はイギリス出身のゲイポルノ男優。

## 経歴
2012年、ファルコン・エンターテインメントのSummer Lustでアメリカデビュー。
2019年から休業、2024年にMen.comの作品に出演して復帰。
2023年、サム・スミスのミュージック・ビデオ『アンホーリー』に出演。

## 受賞
- プロウラ・ポルノ・アワード
2016年 - ベスト・ブリティッシュ・スタッド賞[5]
2019年 - ベスト・ヨーロピアン・トップ賞[6]
- GRABBYSアワード
2019年 - ベスト・ヨーロピアン・トップ賞[7]